# Imagawa Norinobu
Imagawa Norinobu est un nom japonais traditionnel ; le nom de famille (ou le nom d'école), Imagawa, précède donc le prénom (ou le nom d'artiste).
Imagawa Norinobu (今川 範叙, 1829 - 3 novembre 1887) est un samouraï de la fin de l'époque d'Edo. 
Imagawa Norinobu dispose d'une certaine influence dans les derniers jours du shogunat Tokugawa, étant nommé wakadoshiyori peu de temps avant sa disparition, et œuvrant pour que le nouveau gouvernement fasse preuve de clémence vis-à-vis de la famille Tokugawa.

## Biographie
Né troisième fils de Imagawa Yoshiyori, c'est un hatamoto à la tête des familles qui occupent la position de kōke (maître des cérémonies) du shogunat Tokugawa, poste dont le titulaire le plus fameux est Kira Yoshinaka, connu par les chūshingura, fictions fondées sur la légende des 47 rōnin. 
Il est descendant direct du célèbre Imagawa Yoshimoto et de son fils Ujizane.
Retiré de la vie politique, il passe le reste de sa vie dans l'obscurité et meurt en 1887. Parce que son fils Imagawa Yoshihito meurt jeune, il est laissé en déshérence et la ligne directe descendante de la famille Imagawa prend fin.

## Source de la traduction
- (en) Cet article est partiellement ou en totalité issu de l’article de Wikipédia en anglais intitulé « Imagawa Norinobu » (voir la liste des auteurs).